# Gilserberg (Ortsteil)
Gilserberg ist der nach Einwohnerzahl größte Ortsteil und Sitz der Verwaltung der gleichnamigen Gemeinde Gilserberg im nordhessischen Schwalm-Eder-Kreis.

## Geographische Lage
Der Ort liegt am Oberlauf der Gilsa im Zentrum des Gilserberger Hochlandes, einer Hochfläche im nördlichen Teil der Oberhessischen Schwelle. In Gilserberg kreuzen sich die Bundesstraße 3 Kassel–Marburg und die Landesstraße 3155 Schwalmstadt–Gemünden. Schwalmstadt ist in Richtung Südosten etwa 10 km entfernt, Marburg in Richtung Südwesten etwa 30 km. Die Kreuzung der beiden Straßen markiert den südlichsten Punkt des Naturparks Kellerwald-Edersee.

## Geschichte

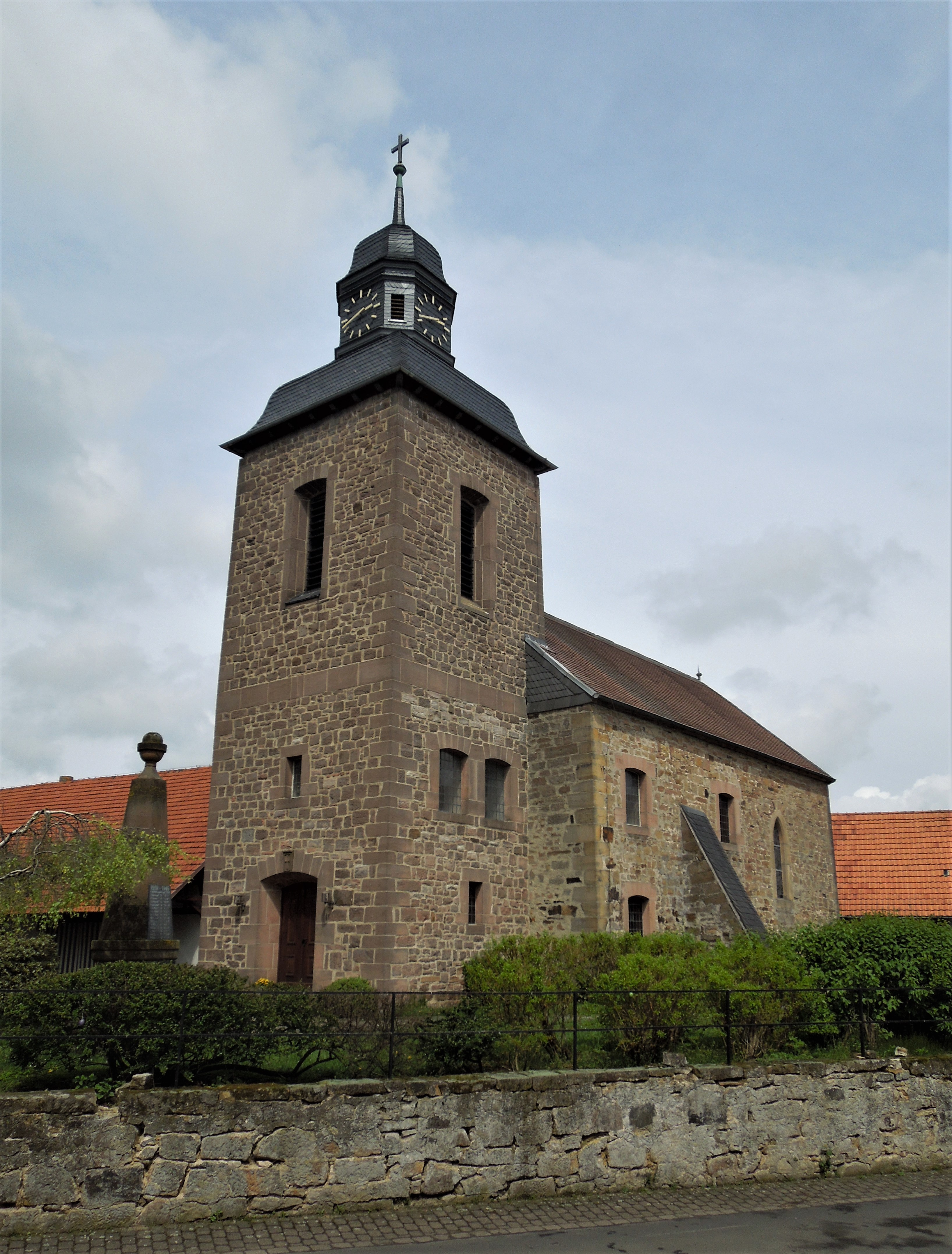
Die ev. Kirche in Gilserberg

Die älteste bekannte schriftliche Erwähnung von Gilserberg erfolgte unter dem Namen Willingeshusen im Jahr 1261 in einer Urkunde des Klosters Haina. Weitere Erwähnungen erfolgten unter den Ortsnamen (in Klammern das Jahr der Erwähnung): Willingeshusen minori (1262), Wilngishusin (vor dem Walde) (1402), Willinshusen (1496), Willingshausen (nach 1500) und Gilserberg (seit Anfang 18. Jahrhundert).
Am nordwestlichen Ortsrand befand sich ein Bahnhof der 1911 eröffneten Kellerwaldbahn, auf der der Personenverkehr 1972 und der Güterverkehr im Winter 1980/81 eingestellt wurde. Im Zuge der hessischen Gebietsreform wurden zwischen 1972 und 1974 zehn umliegende Dörfer in der neu gebildeten Gemeinde Gilserberg vereinigt.
Der Ort Gilserberg gehört seit dem 16. Jahrhundert zum evangelischen Kirchspiel Sebbeterode. Die im Ortszentrum gelegene heutige Kirche wurde von 1706 bis 1709 erbaut. Seit 1949 gibt es auch eine katholische Kirche.
Bis in die 1930er Jahre gab es in Gilserberg eine jüdische Gemeinde, die um 1900 über 70 Mitglieder hatte und etwa 15 % der Ortsbevölkerung ausmachte.
2012 feierte Gilserberg sein 750-jähriges Bestehen.
Zum 31. Dezember 1971 fusionierten im Zuge der Gebietsreform in Hessen die bis dahin selbstständigen Gemeinden Gilserberg, Heimbach, Lischeid, Sachsenhausen, Schönau und Winterscheid freiwillig zur neuen Gemeinde Gilserberg. Aufgrund der zentralen Lage im Gilserberger Hochland wurde Gilserberg Sitz der Verwaltung und Namensgeber der neuen Gemeinde. Am 1. April 1972 kamen Appenhain sowie Itzenhain mit dem im Jahr 1928 eingegliederten Bellnhausen hinzu. Nachdem diese Zusammenschlüsse freiwillig erfolgt waren, wurden am 1. Januar 1974 auch Moischeid, Sebbeterode und Schönstein kraft Landesgesetz eingemeindet. Für alle nach Gilserberg eingegliederten ehemals eigenständigen Gemeinden wurden Ortsbezirke mit Ortsbeirat und Ortsvorsteher nach der Hessischen Gemeindeordnung gebildet.

## Bevölkerung
Einwohnerstruktur 2011
Nach den Erhebungen des Zensus 2011 lebten am Stichtag, dem 9. Mai 2011, in Gilserberg 945 Einwohner. Darunter waren 15 (1,6 %) Ausländer.
Nach dem Lebensalter waren 141 Einwohner unter 18 Jahren, 363 zwischen 18 und 49, 210 zwischen 50 und 64 und 231 Einwohner waren älter.
Die Einwohner lebten in 372 Haushalten. Davon waren 105 Singlehaushalte, 96 Paare ohne Kinder und 141 Paare mit Kindern, sowie 27 Alleinerziehende und 6 Wohngemeinschaften. In 69 Haushalten lebten ausschließlich Senioren und in 243 Haushaltungen lebten keine Senioren.
Einwohnerentwicklung
| Quelle: Historisches Ortslexikon |                                                 |
| • 1576:                          | 30 Hausgesesse                                  |
| • 1585:                          | 31 Hausgesesse                                  |
| • 1639:                          | 20 Hausgesesse                                  |
| • 1681:                          | 20 Hausgesesse, ein Ausschuss, ein Junggeselle. |
| • 1743:                          | 7 Hofreiten, 44 Einwohner                       |

| Appenhain: Einwohnerzahlen von 1776 bis 2016 | Appenhain: Einwohnerzahlen von 1776 bis 2016 | Appenhain: Einwohnerzahlen von 1776 bis 2016 | Appenhain: Einwohnerzahlen von 1776 bis 2016 | Appenhain: Einwohnerzahlen von 1776 bis 2016 |
| --- | -------------------------------------------- | -------------------------------------------- | -------------------------------------------- | -------------------------------------------- |
| Jahr |                                              |                                              |                                              | Einwohner                                    |
| 1776 | 1776                                         |                                              | 332                                          | 332                                          |
| 1800 | 1800                                         |                                              | ?                                            | ?                                            |
| 1834 | 1834                                         |                                              | 453                                          | 453                                          |
| 1840 | 1840                                         |                                              | 496                                          | 496                                          |
| 1846 | 1846                                         |                                              | 542                                          | 542                                          |
| 1852 | 1852                                         |                                              | 589                                          | 589                                          |
| 1858 | 1858                                         |                                              | 540                                          | 540                                          |
| 1864 | 1864                                         |                                              | 538                                          | 538                                          |
| 1871 | 1871                                         |                                              | 425                                          | 425                                          |
| 1875 | 1875                                         |                                              | 465                                          | 465                                          |
| 1885 | 1885                                         |                                              | 487                                          | 487                                          |
| 1895 | 1895                                         |                                              | 468                                          | 468                                          |
| 1905 | 1905                                         |                                              | 476                                          | 476                                          |
| 1910 | 1910                                         |                                              | 563                                          | 563                                          |
| 1925 | 1925                                         |                                              | 572                                          | 572                                          |
| 1939 | 1939                                         |                                              | 603                                          | 603                                          |
| 1946 | 1946                                         |                                              | 944                                          | 944                                          |
| 1950 | 1950                                         |                                              | 965                                          | 965                                          |
| 1956 | 1956                                         |                                              | 834                                          | 834                                          |
| 1961 | 1961                                         |                                              | 735                                          | 735                                          |
| 1967 | 1967                                         |                                              | 714                                          | 714                                          |
| 1980 | 1980                                         |                                              | ?                                            | ?                                            |
| 1990 | 1990                                         |                                              | ?                                            | ?                                            |
| 2000 | 2000                                         |                                              | ?                                            | ?                                            |
| 2011 | 2011                                         |                                              | 945                                          | 945                                          |
| 2016 | 2016                                         |                                              | 923                                          | 923                                          |
| Datenquelle: Historisches Gemeindeverzeichnis für Hessen: Die Bevölkerung der Gemeinden 1834 bis 1967. Wiesbaden: Hessisches Statistisches Landesamt, 1968. Weitere Quellen: LAGIS; Gemeinde Gilserberg; Zensus 2011 |                                              |                                              |                                              |                                              |

Historische Religionszugehörigkeit
| Quelle: Historisches Ortslexikon |                                                                                    |
| • 1861:                          | 450 evangelische, einen katholischen, 27 jüdische Einwohner                        |
| • 1885:                          | 440 evangelische (= 90,35 %), keine katholischen, 47 (= 9,65 %) jüdische Einwohner |
| • 1961:                          | 642 evangelische (= 87,47 %), 88 katholische (= 11,99 %) Einwohner                 |

Historische Erwerbstätigkeit
| • 1776: | vier Wirte einschließlich zwei Brauer, zwei Wagner, drei Schmiede, zwei Schneider, zwei Leineweber, ein Schreiner, ein Zimmermann, ein Ziegelbrenner, drei Handelsjuden, vier Tagelöhner, zwei Schäfer |
| • 1838  | Familien: 32 Ackerbau, 13 Gewerbe, 55 Tagelöhner |
| • 1961  | Erwerbspersonen: 70 Land- und Forstwirtschaft, 126 produzierendes Gewerbe, 44 Handel und Verkehr, 58 Dienstleistungen und Sonstiges                                                                    |

## Politik
Für den Ortsteil Gilserberg besteht ein Ortsbezirk (Gebiete der ehemaligen Gemeinde Gilserberg) mit Ortsbeirat und Ortsvorsteher nach der Hessischen Gemeindeordnung.
Der Ortsbeirat Gilserberg besteht aus sieben Mitgliedern. Bei den Kommunalwahlen in Hessen 2021 betrug die Wahlbeteiligung zum Ortsbeirat 54,55 %. Alle Kandidaten gehörten der „Bürgerliste Gilserberg“ an. Der Ortsbeirat wählte Anja Nordmann zur Ortsvorsteherin.